# Bombardon

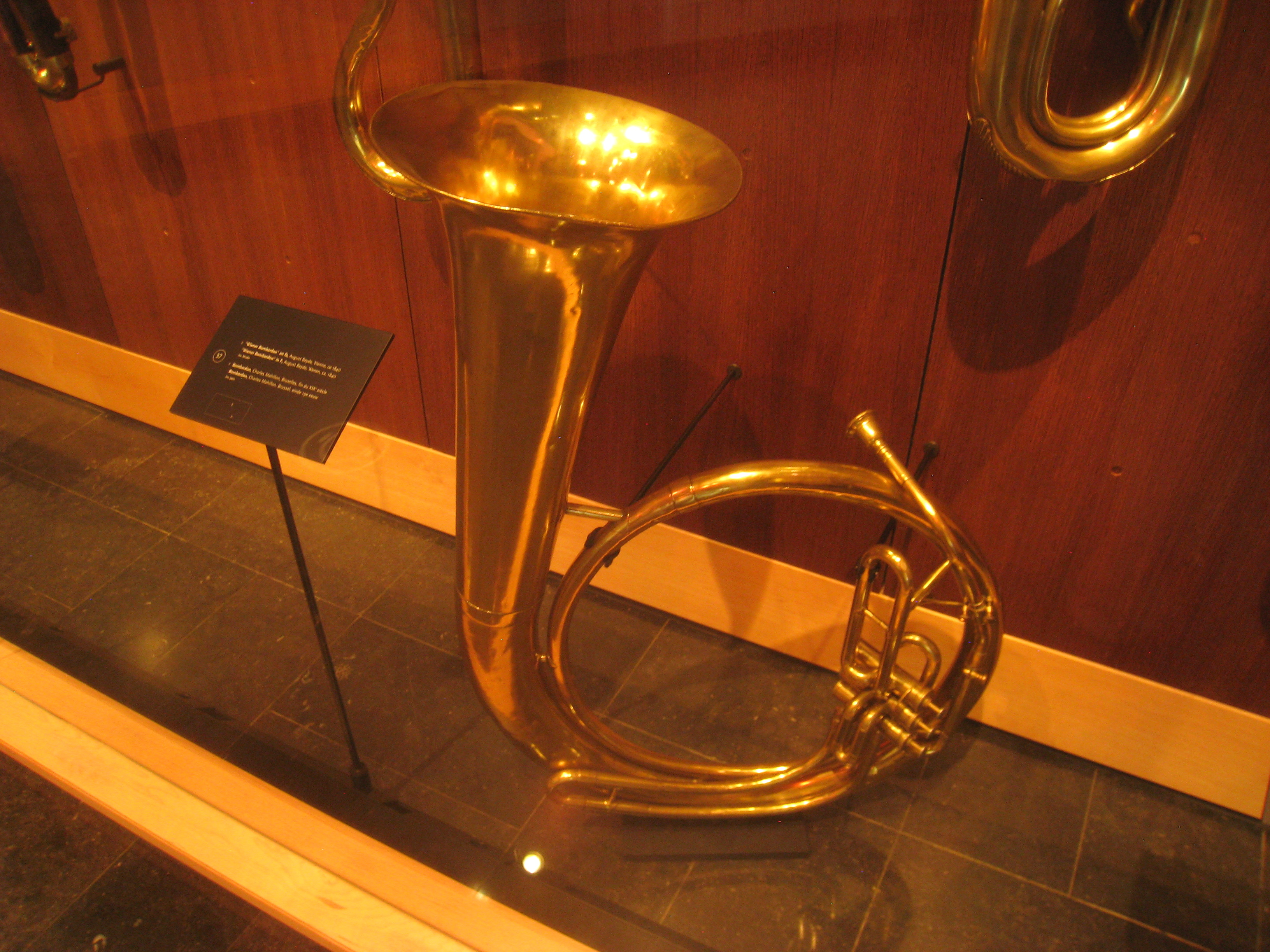
Een bombardon.

De bombardon, ook wel helicon genoemd, is de voorloper van de sousafoon. Vooral in dorpsfanfares en harmonieën was dit instrument populair. Door de bastuba zo te buigen dat hij draagbaar was over de schouder kon dit instrument goed gebruikt worden om mee te lopen. Toch was ook dit instrument zwaar en met de komst van de sousafoon en later de sousafoon van kunststof werd dit instrument naar het museum verwezen.
De bombardon, uitgevonden in 1835, heeft drie of vier ventielen, en is doorgaans in Es gestemd.